# Воля-Нешковська
Воля-Нешковська (пол. Wola Nieszkowska) — село в Польщі, у гміні Бохня Бохенського повіту Малопольського воєводства.
Населення — 504 особи (2011).
У 1975-1998 роках село належало до Тарновського воєводства.

## Демографія
Демографічна структура станом на 31 березня 2011 року:
|          | Загалом | Допрацездатний вік | Працездатний вік | Постпрацездатний вік |
| -------- | ------- | ------------------ | ---------------- | -------------------- |
| Чоловіки | 244     | 55                 | 164              | 25                   |
| Жінки    | 260     | 63                 | 139              | 58                   |
| Разом    | 504     | 118                | 303              | 83                   |